# Leopold Blasel
Leopold Blasel (18. Mai 1866 in Wien – 2. August 1931 ebenda) war ein österreichischer Theaterschauspieler, Ingenieur, Gastwirt und Bezirksvorsteher.

## Leben
Leopold Blasel war der Sohn von Karl und Johanna Blasel. Er maturierte 1884  und begann Chemie an der Technischen Hochschule in Wien zu studieren. Seine Studien musste er zunächst unterbrechen und verdiente seinen Lebensunterhalt mit dem Betrieb der Gastwirtschaft "Winzerhaus" im Wiener Prater.
Am 22. Jänner 1892 heiratete er Katharina, die Tochter des Hof-Wagenlackierers Vinzenz Donninger. 1894 bekamen sie einen Sohn, den sie ebenfalls Leopold nannten.
Nachdem sein Vater das Theater in der Josefstadt übernommen hatte, nahm er bei Hofschauspieler Ferdinand Kracher dramatischen und E. Gärtner Gesangsunterricht und debütierte 1887. Später war er auch am Carltheater engagiert und stand seinem Vater bei der Führung des Variete-Theaters zur Seite.
Einige Jahre später wurde er als "bürgerlicher Gastwirt" zunächst Mitglied im Bezirksvorstand und schließlich von 1912 bis 1918 auch sozialdemokratischer Bezirksvorsteher des zweiten Wiener Gemeindebezirks (Leopoldstadt).
Leopold Blasel ist Autor des Buchs "Wien. Zum Tode verurteilt: Eine aktuelle Studie zu den Wahlen in die Konstituante", das 1918 erschien.
Er starb 1931 in Wien.
Sein Cousin Paul Blasel ebenso wie dessen Frau Leopoldine Blasel wurden ebenfalls Schauspieler und Sänger.